# 普羅杜萊什蒂鄉
44°42′N 25°30′E / 44.700°N 25.500°E
普羅杜萊什蒂鄉（羅馬尼亞語：Comuna Produlești, Dâmbovița），是個位於羅馬尼亞南部的鄉份，由登博維察縣負責管轄，面積30平方公里，海拔高度174米，2007年人口3,419，人口密度每平方公里116人。